# Banín
Banín (deutsch Bohnau) ist eine Gemeinde im Pardubický kraj in Tschechien. Auf einer Fläche von 1.294 ha leben 310 Einwohner.

## Geschichte
Das erste Mal wird der Ort Banín (volkstümlich Banín, do Bajna, g Bajnu) im Jahr 1291 als circa villam Banín erwähnt, später nochmals als villam Banyn et Nouam Belam, Banyns, Banina cum Filia.
Nach dem Münchner Abkommen wurde der Ort dem Deutschen Reich zugeschlagen und gehörte bis 1945 zum Landkreis Zwittau.

## Sehenswürdigkeiten
- Pflockbauten im Hof aus der ersten Hälfte des 19. Jahrhunderts
- Friedhof mit einer Torglocke und Zwiebeltürmchen
- Gotische Kirche St. Barbara aus dem Anfang des 14. Jahrhunderts

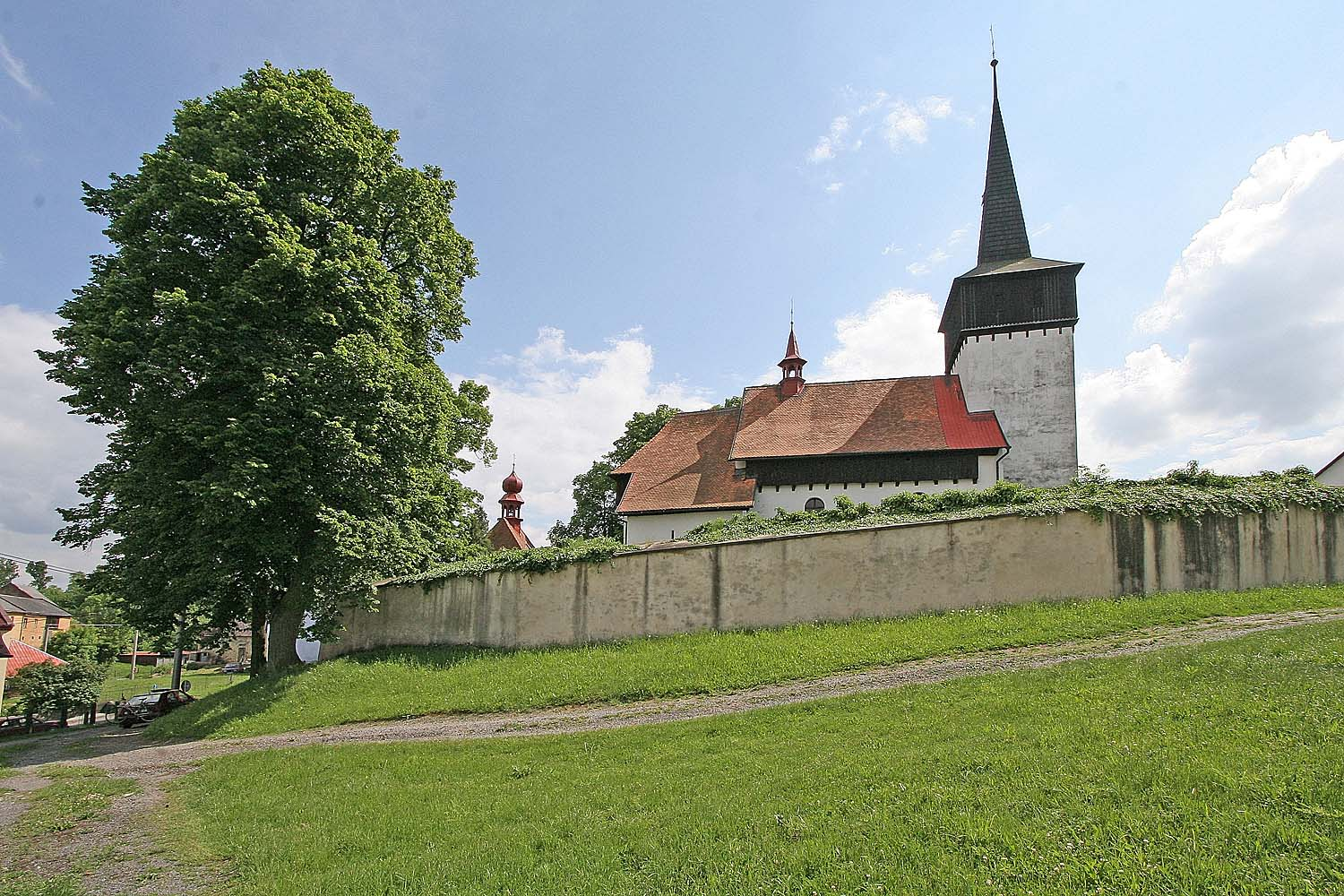
Kirche St. Barbara